# International Recommended Transit Corridor
Der International Recommended Transit Corridor (IRTC) (International empfohlener Transitkorridor) ist eine Einrichtung zur Marineschifffahrtleitung durch das MARLO im Golf von Aden zum Schutz vor Piraterie vor der Küste Somalias in enger Kooperation mit UKMTO (United Kingdom Maritime Trade Operations) und MSCHOA (Maritime Security Centre – Horn of Africa), einer Einrichtung der Europäischen Union.

## MARLO
Das MARITIME LIAISON OFFICE (MARLO) wurde 1987 im Ersten Golfkrieg gegründet, um den ständigen Kontakt zwischen US Navy und ziviler Schifffahrt im persischen Golf zu verbessern. In Krisenzeiten sind alle zivilen Schiffe angehalten, ihre Fahrten vorab dem Marlo mit Sitz in Manama (Bahrein) zu melden und sämtliche Schwierigkeiten (Seenot, Gefechte, Piraterie) sofort mitzuteilen. In den Gewässern rund um die arabische Halbinsel operiert die 5. Flotte der US Navy unter anderem zum Schutz der zivilen und kommerziellen Schifffahrt. 2008 hat MARLO seine Zuständigkeit auf den Golf von Aden und das Rote Meer ausgeweitet wegen der Überfälle durch somalische Piraten.

## Der Korridor
2008 wurde eine nördliche Route nahe der jemenitischen Küste gewählt, seit 2009 gibt es zwei gerade Linien Mitten durch den Golf von Aden. Die festgelegten Koordinaten befinden sich zwischen dem 45. und 53. Längengrad Ost in der Ausrichtung ONO/WSW. (252°)
Schiffe mit Geschwindigkeiten über 18 Knoten sollen bei Dunkelheit passieren, Schiffe, die zwischen 10 und 18 Knoten fahren, wird geraten, am Sammelpunkt zu warten und frühmorgens gemeinsam im Konvoi zu starten, langsameren Schiffen wird von der jemenitischen Agentur GoAGT (Gulf of Aden Group Transits) eine schwer bewaffnete Wachmannschaft und auf Verlangen zusätzlich ein modernes Patrouillenboot bereitgestellt.

## Militärische Überwachung
Neben der 5. Flotte der US Navy operiert die Operation Atalanta der EU, die Operation Ocean Shield der NATO sowie gut ein Dutzend Kriegsschiffe weiterer Staaten. Der Transitkorridor wird von den Seestreitkräften ständig überwacht und beobachtet, die in Konvois fahrenden Handelsschiffe bekommen jedoch keinen durchgehenden bewaffneten Geleitschutz.